# Radovan Zogović
Radovan Zogović (Masnica, Principado de Montenegro 19 de agosto de 1907 - Belgrado, Yugoslavia 5 de enero de 1986) fue uno de los mayores poetas montenegrinos de todo el siglo XX.

## Biografía
Zogović nació en la pequeña localidad de Masnica, que hoy en día está situada en el Municipio de Plav, al noreste de Montenegro. Antes de la Segunda Guerra Mundial residió entre las localidades de Skopie, Zagreb y Belgrado y militó en el Partido Comunista de Yugoslavia, su primera novela Glineni golubovi fue prohibida por el régimen real.
Tras la Segunda Guerra Mundial fue durante un breve período de tiempo una de las figuras más importantes del gobierno de Yugoslavia pero fue expulsado y puesto bajo arresto domiciliario por considerársele espía a favor de Rusia y nacionalista a favor de Montenegro. Fue rehabilitado a finales de 1960 y fue entonces cuando publicó sus mejores novelas.
Fue hasta su muerte miembro de la Academia de las Artes y las Ciencias de Montenegro y en 1986 falleció de cáncer en  Belgrado, la entonces ciudad capital de Yugoslavia y actual de Serbia.

### Obra
Entre las múltiples obras que publicó destacan las siguientes:
- Kamen za Žilama
- Artikulisana riječ
- Lično
- Lično Sasvim
- Kancelarija Knjažeska

Muchas de sus obras han sido traducidas a múltiples idiomas y el mismo tradujo obras de autores de la taya de Vladímir Mayakovski, Anna Ajmátova y Nazım Hikmet. 